# Shut Your Eyes
"Shut Your Eyes" is een nummer van de alternatieve rockband Snow Patrol. Het is in 2006 uitgebracht als de vijfde single, afkomstig van het vierde studioalbum Eyes Open. In 2007 werd het nummer in Nederland opnieuw uitgebracht. De single valt in het genre alternatieve rock.

## Achtergrondinformatie
De single werd alleen in een paar landen uitgebracht, waaronder Nederland, Duitsland en België. In Nederland kwam het nummer midden 2007 uit met weinig succes; de tipparade was het eindstation. Aan het eind van het jaar werd de single opnieuw uitgebracht, waarschijnlijk door het feit dat het nummer drie weken de eerste positie bezette in de Vlaamse Ultratop 50. Shut Your Eyes bracht slechts twee weken door in de tipparade om te debuteren op #35. Twee weken later stond het nummer al op de twintigste posite. Uiteindelijk behaalde het nummer de veertiende positie. Cumulatief heeft het nummer globaal 101 weken in de lijsten gestaan.

## Tracklijst
Er zijn verschillende versies van Shut Your Eyes uitgebracht, elk met verschillende tracklists. De covers zijn identiek op de kleur na, die er in de kleuren lichtblauw, lichtgroen, paars en blauw zijn. Alle livenummers zijn opgenomen in de Columbiahalle op 9 februari 2007 in Berlijn.

Alle teksten zijn geschreven door Gary Lightbody, alle muziek is geschreven door Snow Patrol.
| Nr. | Titel                                                                 | Duur |
| --- | --------------------------------------------------------------------- | ---- |
| 1.  | Shut Your Eyes (albumversie)                                          | 3:18 |
| 2.  | Chasing Cars (live tijdens Columbiahalle, Berlijn op 9 februari 2007) | 4:29 |

| Nr. | Titel                                                                             | Duur |
| --- | --------------------------------------------------------------------------------- | ---- |
| 1.  | Shut Your Eyes (albumversie)                                                      | 3:18 |
| 2.  | Headlights on Dark Roads (live tijdens Columbiahalle, Berlijn op 9 februari 2007) | 3:35 |
| 3.  | Chocolate (live tijdens Columbiahalle, Berlijn op 9 februari 2007)                | 3:01 |
| 4.  | You're All I Have (live tijdens Columbiahalle, Berlijn op 9 februari 2007)        | 4:38 |

| Nr. | Titel                                                                                  | Duur |
| --- | -------------------------------------------------------------------------------------- | ---- |
| 1.  | Shut Your Eyes (albumversie)                                                           | 3:18 |
| 2.  | Set the Fire to the Third Bar (live tijdens Columbiahalle, Berlijn op 9 februari 2007) | 3:27 |
| 3.  | Spitting Games (live tijdens Columbiahalle, Berlijn op 9 februari 2007)                | 4:19 |
| 4.  | Chasing Cars (live tijdens Columbiahalle, Berlijn op 9 februari 2007)                  | 4:29 |

| Nr. | Titel                                                                   | Duur |
| --- | ----------------------------------------------------------------------- | ---- |
| 1.  | Shut Your Eyes (albumversie)                                            | 3:18 |
| 2.  | Open Your Eyes (live tijdens Columbiahalle, Berlijn op 9 februari 2007) | 5:46 |
| 3.  | Run (live tijdens Columbiahalle, Berlijn op 9 februari 2007)            | 5:38 |
| 4.  | Shut Your Eyes (live tijdens Columbiahalle, Berlijn op 9 februari 2007) | 3:29 |

| Nr. | Titel                                                                 | Duur |
| --- | --------------------------------------------------------------------- | ---- |
| 1.  | Shut Your Eyes (albumversie)                                          | 3:18 |
| 2.  | Chasing Cars (live tijdens Columbiahalle, Berlijn op 9 februari 2007) | 4:29 |

## Hitnoteringen

### Nederlandse Top 40
| Positie: | 35 | 24 | 20 | 25 | 25 | 22 | 18 | 14 | 18 | 18 | 19 | 20 | 21 | 22 | 25 | 37 | uit |

### NederlandseSingle Top 100
| Hitnotering (Week 1 t/m 5): 31-03-2007 t/m 28-04-2007 Hitnotering (Week 6 t/m 8): 12-05-2007 t/m 26-05-2007 Hitnotering (Week 9 t/m 11): 09-06-2007 t/m 23-07-2007 Hitnotering (Week 12 t/m 35): 03-11-2007 t/m 12-04-2008 | Hitnotering (Week 1 t/m 5): 31-03-2007 t/m 28-04-2007 Hitnotering (Week 6 t/m 8): 12-05-2007 t/m 26-05-2007 Hitnotering (Week 9 t/m 11): 09-06-2007 t/m 23-07-2007 Hitnotering (Week 12 t/m 35): 03-11-2007 t/m 12-04-2008 | Hitnotering (Week 1 t/m 5): 31-03-2007 t/m 28-04-2007 Hitnotering (Week 6 t/m 8): 12-05-2007 t/m 26-05-2007 Hitnotering (Week 9 t/m 11): 09-06-2007 t/m 23-07-2007 Hitnotering (Week 12 t/m 35): 03-11-2007 t/m 12-04-2008 | Hitnotering (Week 1 t/m 5): 31-03-2007 t/m 28-04-2007 Hitnotering (Week 6 t/m 8): 12-05-2007 t/m 26-05-2007 Hitnotering (Week 9 t/m 11): 09-06-2007 t/m 23-07-2007 Hitnotering (Week 12 t/m 35): 03-11-2007 t/m 12-04-2008 | Hitnotering (Week 1 t/m 5): 31-03-2007 t/m 28-04-2007 Hitnotering (Week 6 t/m 8): 12-05-2007 t/m 26-05-2007 Hitnotering (Week 9 t/m 11): 09-06-2007 t/m 23-07-2007 Hitnotering (Week 12 t/m 35): 03-11-2007 t/m 12-04-2008 | Hitnotering (Week 1 t/m 5): 31-03-2007 t/m 28-04-2007 Hitnotering (Week 6 t/m 8): 12-05-2007 t/m 26-05-2007 Hitnotering (Week 9 t/m 11): 09-06-2007 t/m 23-07-2007 Hitnotering (Week 12 t/m 35): 03-11-2007 t/m 12-04-2008 | Hitnotering (Week 1 t/m 5): 31-03-2007 t/m 28-04-2007 Hitnotering (Week 6 t/m 8): 12-05-2007 t/m 26-05-2007 Hitnotering (Week 9 t/m 11): 09-06-2007 t/m 23-07-2007 Hitnotering (Week 12 t/m 35): 03-11-2007 t/m 12-04-2008 | Hitnotering (Week 1 t/m 5): 31-03-2007 t/m 28-04-2007 Hitnotering (Week 6 t/m 8): 12-05-2007 t/m 26-05-2007 Hitnotering (Week 9 t/m 11): 09-06-2007 t/m 23-07-2007 Hitnotering (Week 12 t/m 35): 03-11-2007 t/m 12-04-2008 | Hitnotering (Week 1 t/m 5): 31-03-2007 t/m 28-04-2007 Hitnotering (Week 6 t/m 8): 12-05-2007 t/m 26-05-2007 Hitnotering (Week 9 t/m 11): 09-06-2007 t/m 23-07-2007 Hitnotering (Week 12 t/m 35): 03-11-2007 t/m 12-04-2008 | Hitnotering (Week 1 t/m 5): 31-03-2007 t/m 28-04-2007 Hitnotering (Week 6 t/m 8): 12-05-2007 t/m 26-05-2007 Hitnotering (Week 9 t/m 11): 09-06-2007 t/m 23-07-2007 Hitnotering (Week 12 t/m 35): 03-11-2007 t/m 12-04-2008 | Hitnotering (Week 1 t/m 5): 31-03-2007 t/m 28-04-2007 Hitnotering (Week 6 t/m 8): 12-05-2007 t/m 26-05-2007 Hitnotering (Week 9 t/m 11): 09-06-2007 t/m 23-07-2007 Hitnotering (Week 12 t/m 35): 03-11-2007 t/m 12-04-2008 | Hitnotering (Week 1 t/m 5): 31-03-2007 t/m 28-04-2007 Hitnotering (Week 6 t/m 8): 12-05-2007 t/m 26-05-2007 Hitnotering (Week 9 t/m 11): 09-06-2007 t/m 23-07-2007 Hitnotering (Week 12 t/m 35): 03-11-2007 t/m 12-04-2008 | Hitnotering (Week 1 t/m 5): 31-03-2007 t/m 28-04-2007 Hitnotering (Week 6 t/m 8): 12-05-2007 t/m 26-05-2007 Hitnotering (Week 9 t/m 11): 09-06-2007 t/m 23-07-2007 Hitnotering (Week 12 t/m 35): 03-11-2007 t/m 12-04-2008 | Hitnotering (Week 1 t/m 5): 31-03-2007 t/m 28-04-2007 Hitnotering (Week 6 t/m 8): 12-05-2007 t/m 26-05-2007 Hitnotering (Week 9 t/m 11): 09-06-2007 t/m 23-07-2007 Hitnotering (Week 12 t/m 35): 03-11-2007 t/m 12-04-2008 | Hitnotering (Week 1 t/m 5): 31-03-2007 t/m 28-04-2007 Hitnotering (Week 6 t/m 8): 12-05-2007 t/m 26-05-2007 Hitnotering (Week 9 t/m 11): 09-06-2007 t/m 23-07-2007 Hitnotering (Week 12 t/m 35): 03-11-2007 t/m 12-04-2008 | Hitnotering (Week 1 t/m 5): 31-03-2007 t/m 28-04-2007 Hitnotering (Week 6 t/m 8): 12-05-2007 t/m 26-05-2007 Hitnotering (Week 9 t/m 11): 09-06-2007 t/m 23-07-2007 Hitnotering (Week 12 t/m 35): 03-11-2007 t/m 12-04-2008 | Hitnotering (Week 1 t/m 5): 31-03-2007 t/m 28-04-2007 Hitnotering (Week 6 t/m 8): 12-05-2007 t/m 26-05-2007 Hitnotering (Week 9 t/m 11): 09-06-2007 t/m 23-07-2007 Hitnotering (Week 12 t/m 35): 03-11-2007 t/m 12-04-2008 | Hitnotering (Week 1 t/m 5): 31-03-2007 t/m 28-04-2007 Hitnotering (Week 6 t/m 8): 12-05-2007 t/m 26-05-2007 Hitnotering (Week 9 t/m 11): 09-06-2007 t/m 23-07-2007 Hitnotering (Week 12 t/m 35): 03-11-2007 t/m 12-04-2008 | Hitnotering (Week 1 t/m 5): 31-03-2007 t/m 28-04-2007 Hitnotering (Week 6 t/m 8): 12-05-2007 t/m 26-05-2007 Hitnotering (Week 9 t/m 11): 09-06-2007 t/m 23-07-2007 Hitnotering (Week 12 t/m 35): 03-11-2007 t/m 12-04-2008 | Hitnotering (Week 1 t/m 5): 31-03-2007 t/m 28-04-2007 Hitnotering (Week 6 t/m 8): 12-05-2007 t/m 26-05-2007 Hitnotering (Week 9 t/m 11): 09-06-2007 t/m 23-07-2007 Hitnotering (Week 12 t/m 35): 03-11-2007 t/m 12-04-2008 | Hitnotering (Week 1 t/m 5): 31-03-2007 t/m 28-04-2007 Hitnotering (Week 6 t/m 8): 12-05-2007 t/m 26-05-2007 Hitnotering (Week 9 t/m 11): 09-06-2007 t/m 23-07-2007 Hitnotering (Week 12 t/m 35): 03-11-2007 t/m 12-04-2008 |
| Week: | 1 | 2 | 3 | 4 | 5 | | 6 | 7 | 8 | | 9 | 10 | 11 | | 12 | 13 | 14 | 15 | 16 | 17 |
| --- | --- | --- | --- | --- | --- | --- | --- | --- | --- | --- | --- | --- | --- | --- | --- | --- | --- | --- | --- | --- |
| Positie: | 66 | 91 | 72 | 81 | 83 | uit | 93 | 94 | 99 | uit | 71 | 80 | 97 | uit | 68 | 59 | 63 | 51 | 40 | 41 |
| Week: | 18 | 19 | 20 | 21 | 22 | 23 | 24 | 25 | 26 | 27 | 28 | 29 | 30 | 31 | 32 | 33 | 34 | 35 | | |
| Positie: | 29 | 41 | 36 | 21 | 17 | 19 | 21 | 38 | 40 | 36 | 39 | 40 | 51 | 48 | 62 | 54 | 65 | 85 | uit | |

### NPO Radio 2 Top 2000
| Nummer met noteringen in de NPO Radio 2 Top 2000 | '09 | '10 | '11 | '12 | '13 | '14 | '15 | '16 | '17  | '18  | '19  | '20  | '21  | '22  | '23  | '24  |
| ------------------------------------------------ | --- | --- | --- | --- | --- | --- | --- | --- | ---- | ---- | ---- | ---- | ---- | ---- | ---- | ---- |
| Shut Your Eyes                                   | 228 | 460 | 339 | 473 | 479 | 758 | 925 | 980 | 1084 | 1144 | 1241 | 1317 | 1371 | 1583 | 1646 | 1641 |

1. ↑  Een vetgedrukt getal geeft de hoogste notering aan.
2. ↑  2009 was het eerste jaar met een notering voor dit nummer.

## Medewerkers
Snow Patrol
- Gary Lightbody: gitaar, vocalen, muziek, teksten
- Jonny Quinn: drum, muziek
- Nathan Connolly: gitaar, achtergrondvocalen, muziek
- Tom Simpson: keyboard, muziek
- Paul Wilson: basgitaar, muziek

Overig
- Jacknife Lee: producer, mixer
- Tom McFall: engineer
- Sam Bell: extra engineer
- Stefano Soffia: assistent engineer
- Cenzo Townshend: mixer
- Owen Skinner: mixer
- John Davies: mastering
- Opgenomen in de Grouse Lodge Studios in Ierland
- Gemixt in de Olympic Studios in Londen.

- Koor[1]
  - Kooropname: Tom McFall
  - Koor: Charlie Clarke, Ciaran Gribbin, Claire Scott, David McGuinty, Eugene Kelly, Fay Russel, Hrafnhildur Halldorsdottir, Iain Archer, Jenny Reeve, Paul Archer, Richeal Reader, Sarah Wilson, Stacey Sievwright